# Andrea Matteo I Acquaviva
Andrea Matteo I Acquaviva (seconda metà XIV secolo – Teramo, 17 febbraio 1407) è stato un nobile italiano, 2º duca di Atri e 2º conte di San Flaviano.

## Biografia
Andrea Matteo I Acquaviva nacque nel corso della seconda metà del XIV secolo da Antonio Acquaviva, 1º duca di Atri, e Ceccarella Cantelmo.
Andrea Matteo divenne duca di Atri dopo la morte del padre, avvenuta nel novembre 1395. Fu tra i capitani che scortarono il re del Regno di Napoli Ladislao d'Angiò-Durazzo a Zara per la sua incoronazione a re d'Ungheria. Nel 1407 fu generale dell'esercito reale nell'assedio di Taranto contro la principessa Maria d'Enghien, divenuta al termine del conflitto la moglie del sovrano napoletano.
Alcuni vassalli di papa Bonifacio IX ordirono una cospirazione contro Andrea Matteo, fedele al re Ladislao, il quale fu ucciso a Teramo il 17 febbraio 1407 da alcuni membri della famiglia Melatino, in passato alleati del padre per averlo aiutato ad occupare la città. Il popolo cittadino vendicò prontamente la morte del duca: Enrico Melatino fu ucciso subito dopo essere stato catturato, mentre suo fratello Roberto fu arrostito vivo nel fuoco come «un animale cucinato con lo strutto».
Dopo la sua morte, i titoli e i feudi passarono al figlio primogenito Antonio. Ma quando questi morì, passarono a suo fratello Pierbonifacio e poi a suo figlio Andrea Matteo II. Dopo la morte di quest'ultimo senza figli, i titoli e i feudi furono ereditati da suo zio Giosia, fratello del padre.

## Ascendenza
|                           |                  |                        | Genitori               |  |  | Nonni |  |  | Bisnonni            |  |  | Trisnonni        |  |
|                           |                  |                        |                        |  |  |       |  |  | Francesco Acquaviva |  |  | Matteo Acquaviva |  |
|                           |                  |                        |                        |  |  |       |  |  | Francesco Acquaviva |  |  | Matteo Acquaviva |  |
|                           |                  | Imperatrice d'Archi    |                        |  |  |       |  |  | Francesco Acquaviva |  |  |                  |  |
| Matteo Acquaviva          |                  |                        |                        |  |  |       |  |  | Francesco Acquaviva |  |  |                  |  |
|                           |                  | Giovanna di Sangiorgio | Nicolò di Sangiorgio   |  |  |       |  |  |                     |  |  |                  |  |
|                           |                  | Giovanna di Sangiorgio | Nicolò di Sangiorgio   |  |  |       |  |  |                     |  |  |                  |  |
|                           |                  | Giovanna di Sangiorgio | Mattaleona dell'Aquila |  |  |       |  |  |                     |  |  |                  |  |
| Antonio Acquaviva         |                  | Giovanna di Sangiorgio |                        |  |  |       |  |  |                     |  |  |                  |  |
|                           |                  | ?                      | ?                      |  |  |       |  |  |                     |  |  |                  |  |
|                           |                  | ?                      | ?                      |  |  |       |  |  |                     |  |  |                  |  |
|                           |                  | ?                      | ?                      |  |  |       |  |  |                     |  |  |                  |  |
| Jacopa Sanseverino        |                  | ?                      |                        |  |  |       |  |  |                     |  |  |                  |  |
|                           |                  | ?                      | ?                      |  |  |       |  |  |                     |  |  |                  |  |
|                           |                  | ?                      | ?                      |  |  |       |  |  |                     |  |  |                  |  |
|                           |                  | ?                      | ?                      |  |  |       |  |  |                     |  |  |                  |  |
| Andrea Matteo I Acquaviva |                  | ?                      |                        |  |  |       |  |  |                     |  |  |                  |  |
|                           | Giacomo Cantelmo | Rostaino Cantelmo      |                        |  |  |       |  |  |                     |  |  |                  |  |
|                           | Giacomo Cantelmo | Rostaino Cantelmo      |                        |  |  |       |  |  |                     |  |  |                  |  |
|                           | Giacomo Cantelmo | ?                      |                        |  |  |       |  |  |                     |  |  |                  |  |
| Rostaino Cantelmo         | Giacomo Cantelmo |                        |                        |  |  |       |  |  |                     |  |  |                  |  |
|                           |                  | Filippa di Reale       | Bertrando di Reale     |  |  |       |  |  |                     |  |  |                  |  |
|                           |                  | Filippa di Reale       | Bertrando di Reale     |  |  |       |  |  |                     |  |  |                  |  |
|                           |                  | Filippa di Reale       | ?                      |  |  |       |  |  |                     |  |  |                  |  |
| Ceccarella Cantelmo       |                  | Filippa di Reale       |                        |  |  |       |  |  |                     |  |  |                  |  |
|                           |                  | ?                      | ?                      |  |  |       |  |  |                     |  |  |                  |  |
|                           |                  | ?                      | ?                      |  |  |       |  |  |                     |  |  |                  |  |
|                           |                  | ?                      | ?                      |  |  |       |  |  |                     |  |  |                  |  |
| Tommasa di Raiano         |                  | ?                      |                        |  |  |       |  |  |                     |  |  |                  |  |
|                           |                  | ?                      | ?                      |  |  |       |  |  |                     |  |  |                  |  |
|                           |                  | ?                      | ?                      |  |  |       |  |  |                     |  |  |                  |  |
|                           |                  | ?                      | ?                      |  |  |       |  |  |                     |  |  |                  |  |
|                           |                  | ?                      |                        |  |  |       |  |  |                     |  |  |                  |  |

## Discendenza
Andrea Matteo I Acquaviva si sposò nel 1393 con Caterina Tomacelli, figlia di Andrea Tomacelli e Jacopa di Vico, da cui ebbe tre figli:
- Antonio, 3º duca di Atri, il quale sposò Maria Orsini del Balzo, figlia del principe di Taranto Raimondo Orsini del Balzo e della contessa di Lecce Maria d'Enghien;
- Pierbonifacio, 4º duca di Atri, andato in sposo a Caterina Riccardi, figlia di Francesco Riccardi, signore di Ortona e Termoli e gran siniscalco del Regno di Napoli, il quale fu padre di Andrea Matteo II, 5º duca di Atri[1];
- Giosia, 6º duca di Atri, che fu padre di Giulio Antonio e Giovanni Antonio.